# O Mundo da Paz
O Mundo da Paz é um livro de viagens de autoria do escritor brasileiro Jorge Amado, membro da Academia Brasileira de Letras, publicado em 1951.

## Sinopse
Nele são relatadas as impressões de viagem do autor sobre a União Soviética e outras repúblicas socialistas, como a Albânia. Escrito no Castelo da União dos Escritores Tchecoslovacos, Dobris, de dezembro de 1949 a fevereiro de 1950, o livro teve sua 1ª edição pela Editorial Vitória, Rio de Janeiro, 1951, 410 páginas e chegou à 5ª edição, quando o autor não mais permitiu reedições. Por este livro, em 1951, Jorge Amado foi processado e incurso na lei de segurança, medida que se estendeu aos editores e às livrarias que exibiram o livro. Após o retorno de Jorge Amado ao Brasil, em maio 1952, foi reativado o processo contra a publicação do livro, quando o autor foi defendido pelos advogados João Mangabeira e Alfredo Franjan. O juiz arquivou o processo, alegando ser o livro sectário e não subversivo. Foi traduzido para o tcheco e o capítulo Albânia é uma festa veio a ser lançado em livro separadamente e editado em albanês, eslovaco, francês, polonês e theco.